# Naturschutzgebiet Dhünnaue (Mittlere Dhünn)
Das Naturschutzgebiet Dhünnaue (Mittlere Dhünn) liegt im Gemeindegebiet Odenthal im Rheinisch-Bergischen Kreis. Es umfasst den Lauf der Dhünn in vier Teilflächen auf der Strecke von Bergisch Gladbach, Ortsteil Hoverhof bis zur Stadtgrenze von Wermelskirchen nordöstlich von Altenberg.

## Flora und Fauna
Im Naturschutzgebiet kommen die im Anhang I der FFH-Richtlinie gelisteten Lebensräume Erlen-Eschen- und Weichholz-Auenwälder, Hainsimsen-Buchenwald und Stieleichen-Hainbuchenwald vor. In der Dhünn sind Bestände der gemäß Anhang II der FFH-Richtlinie geschützten Arten Flussneunauge (Lampetra fluviatilis), Bachneunauge (Lampetra planeri) und Groppe (Cottus gobio) vorhanden.

## Schutzziele
Die Schutzausweisung ist erfolgt
- Zur Erhaltung und Entwicklung eines naturnahen Flusstales mit zum Teil gut ausgeprägten Auewäldern, Ufergehölzen, Uferhochstaudenfluren und Grünlandbereichen,
- Zum Schutz, zur Pflege und zur Entwicklung der an diese Lebensräume gebundenen Lebensgemeinschaften von Pflanzen und Tieren sowie dem Schutz seltener und gefährdeter Tier- und Pflanzenarten,
- Wegen der besonderen Bedeutung des Gebietes.[1]

## Fauna-Flora-Habitat (FFH)
Ein Teilbereich des Naturschutzgebiets ist auch Teilgebiet des FFH-Gebiets Dhünn und Eifgenbach (Gebietsnummer DE-4809-301). Dabei handelt es sich insbesondere um die Uferbereiche der Dhünn zwischen Altenberg und der Stadtgrenze zu Bergisch Gladbach.

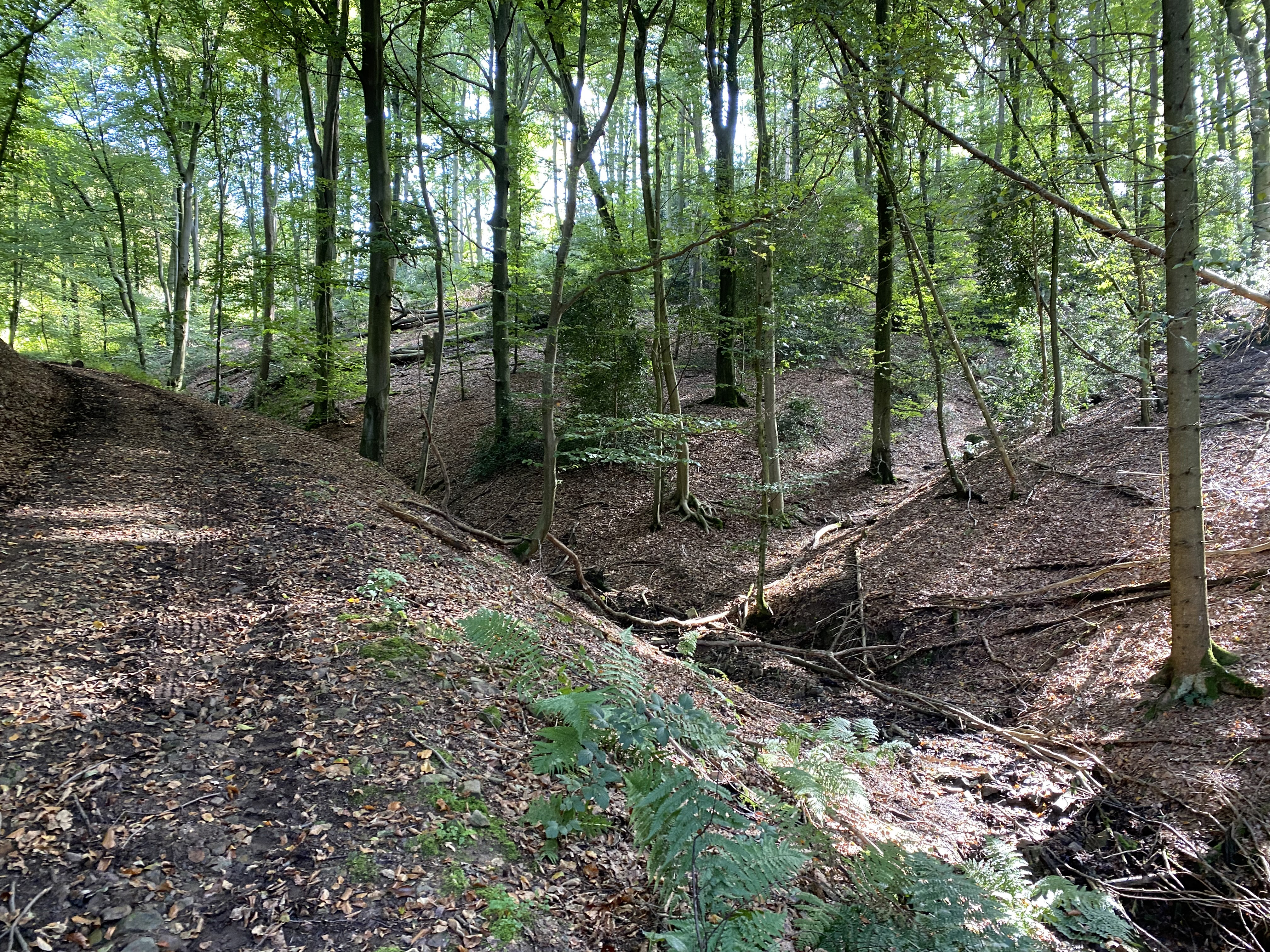
Kerbtal des Comber Siefens
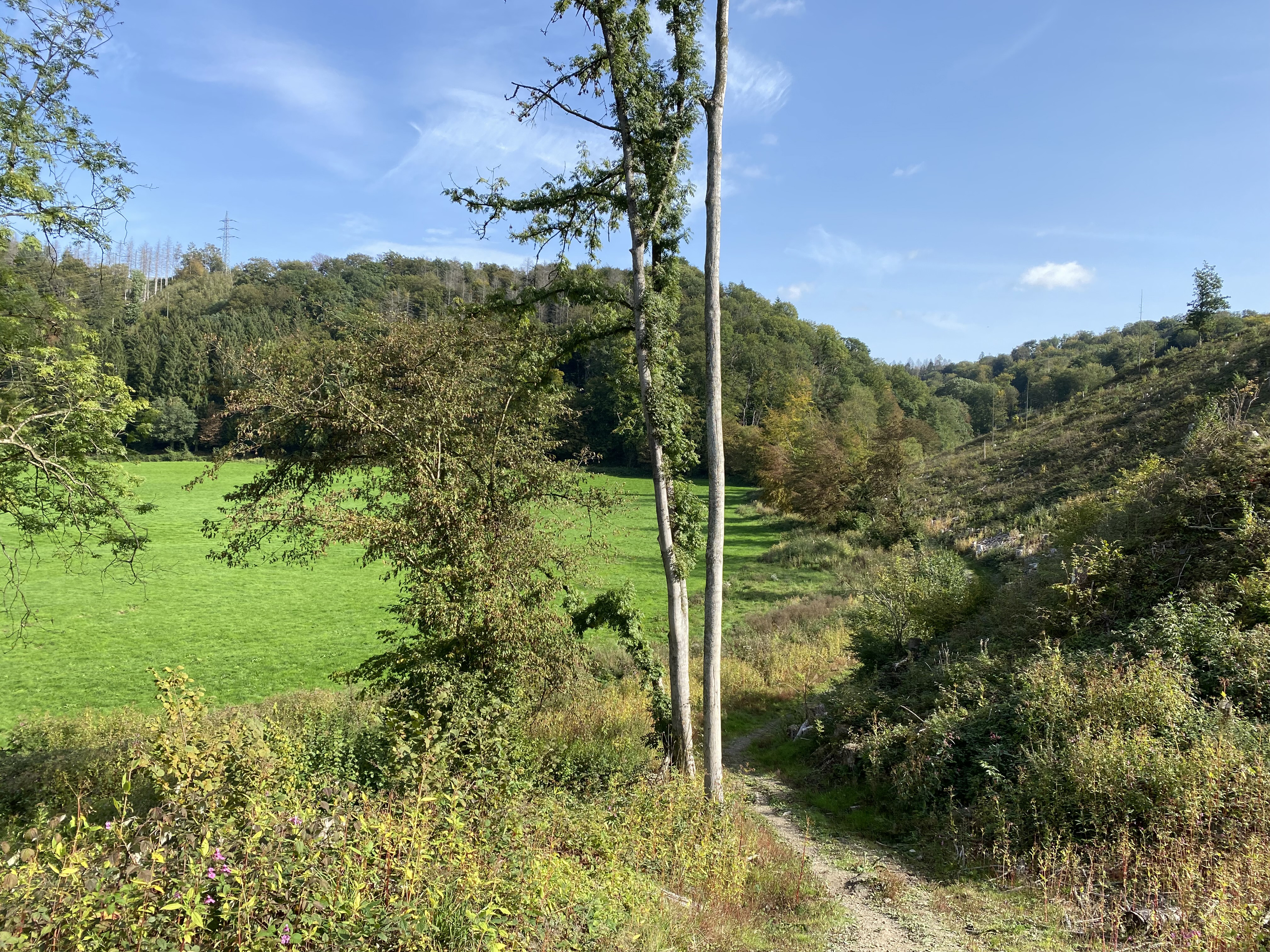
Unterer Hasselsiefen
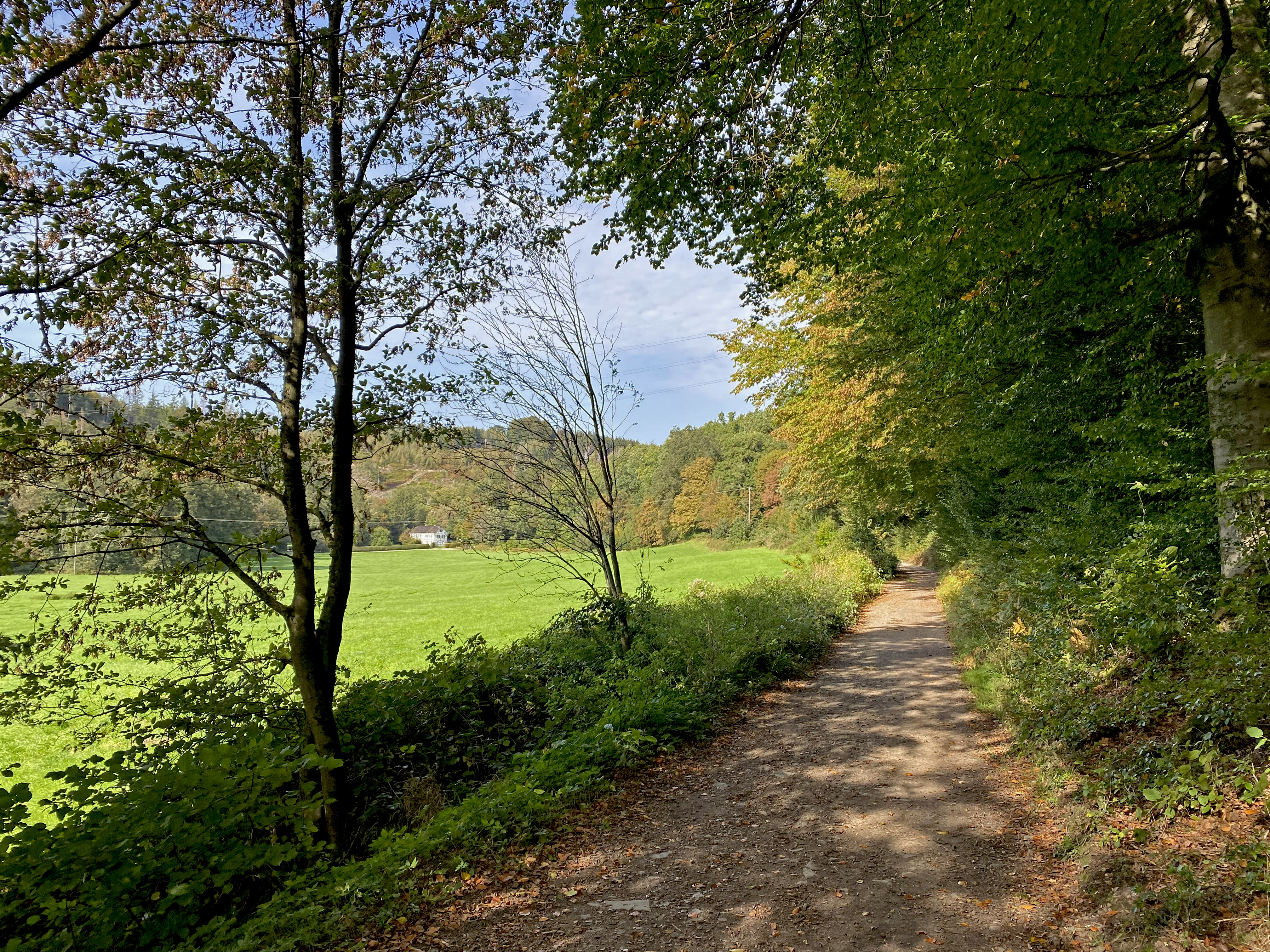
NSG bei Aue
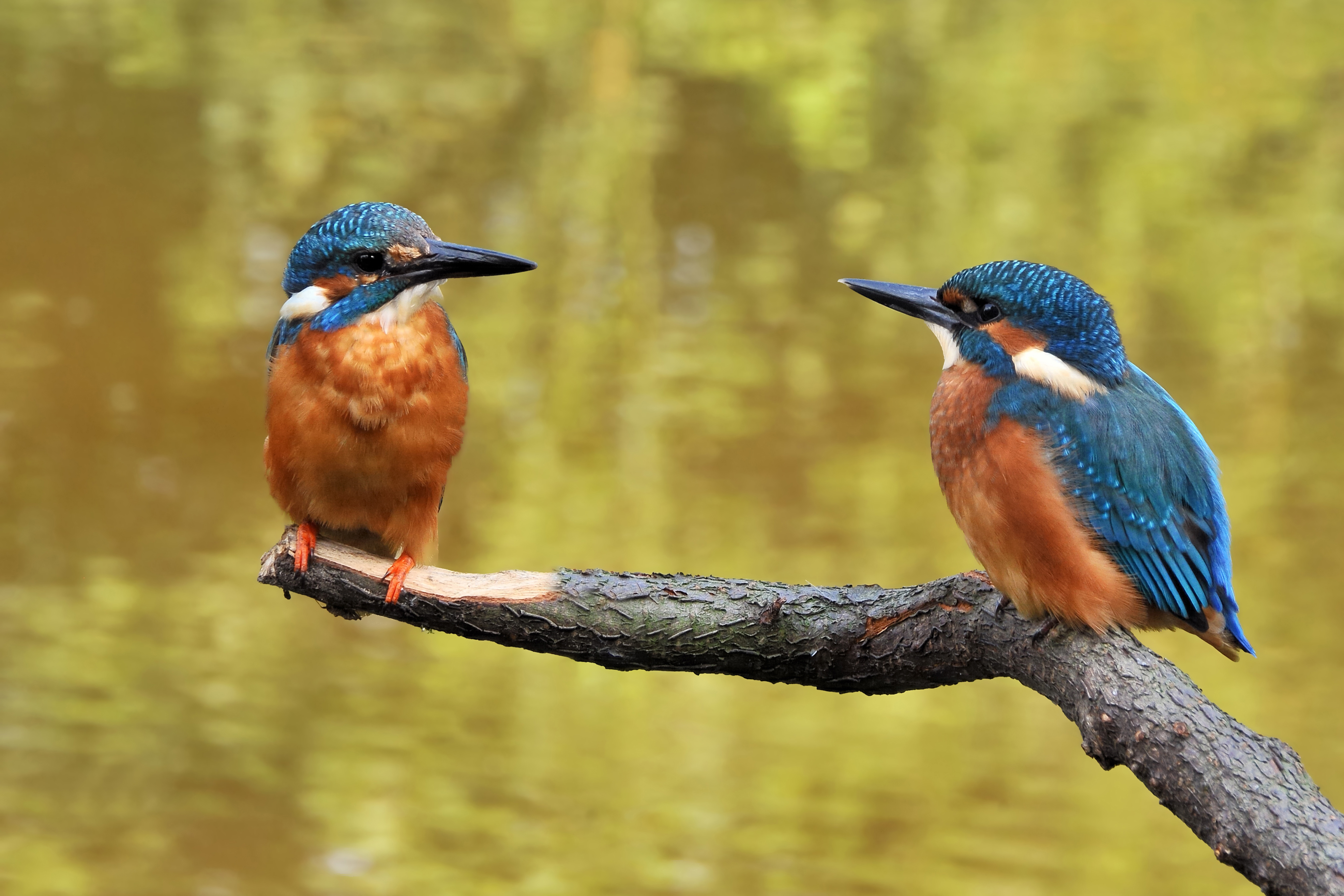
Eisvogel – heimisch im NSG
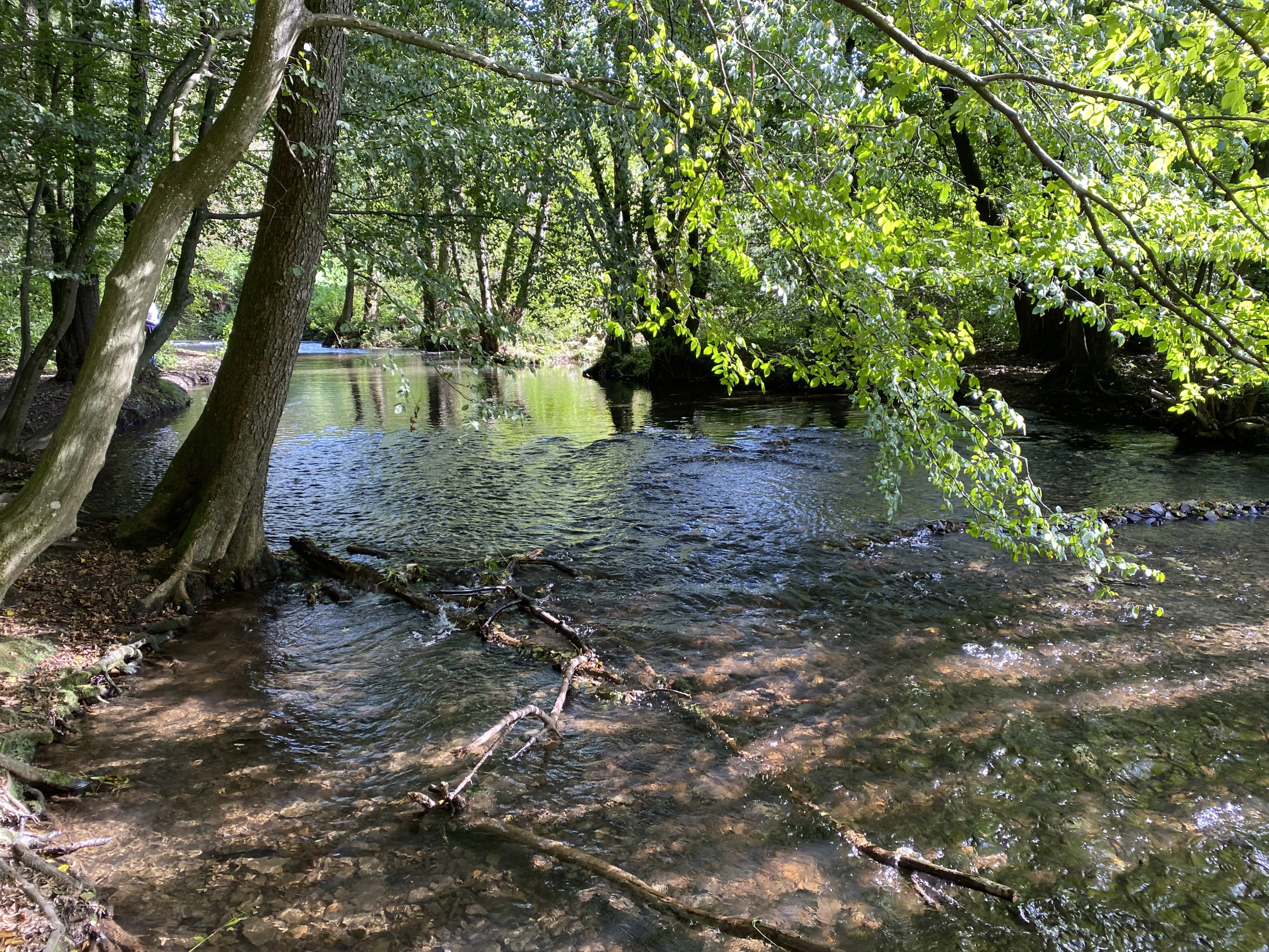
Dhünn bei Aue
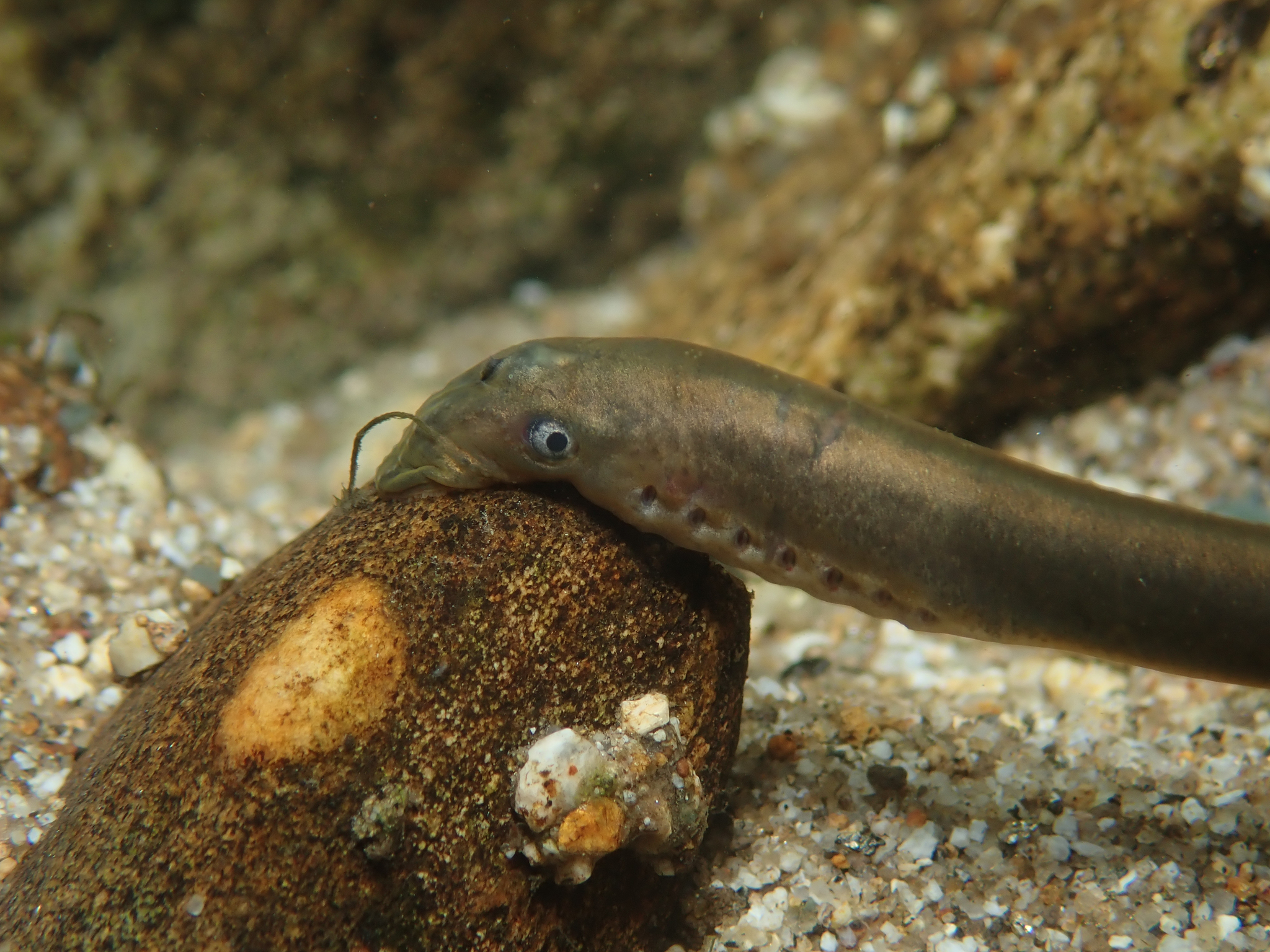
Bachneunauge (Lampetra planeri)
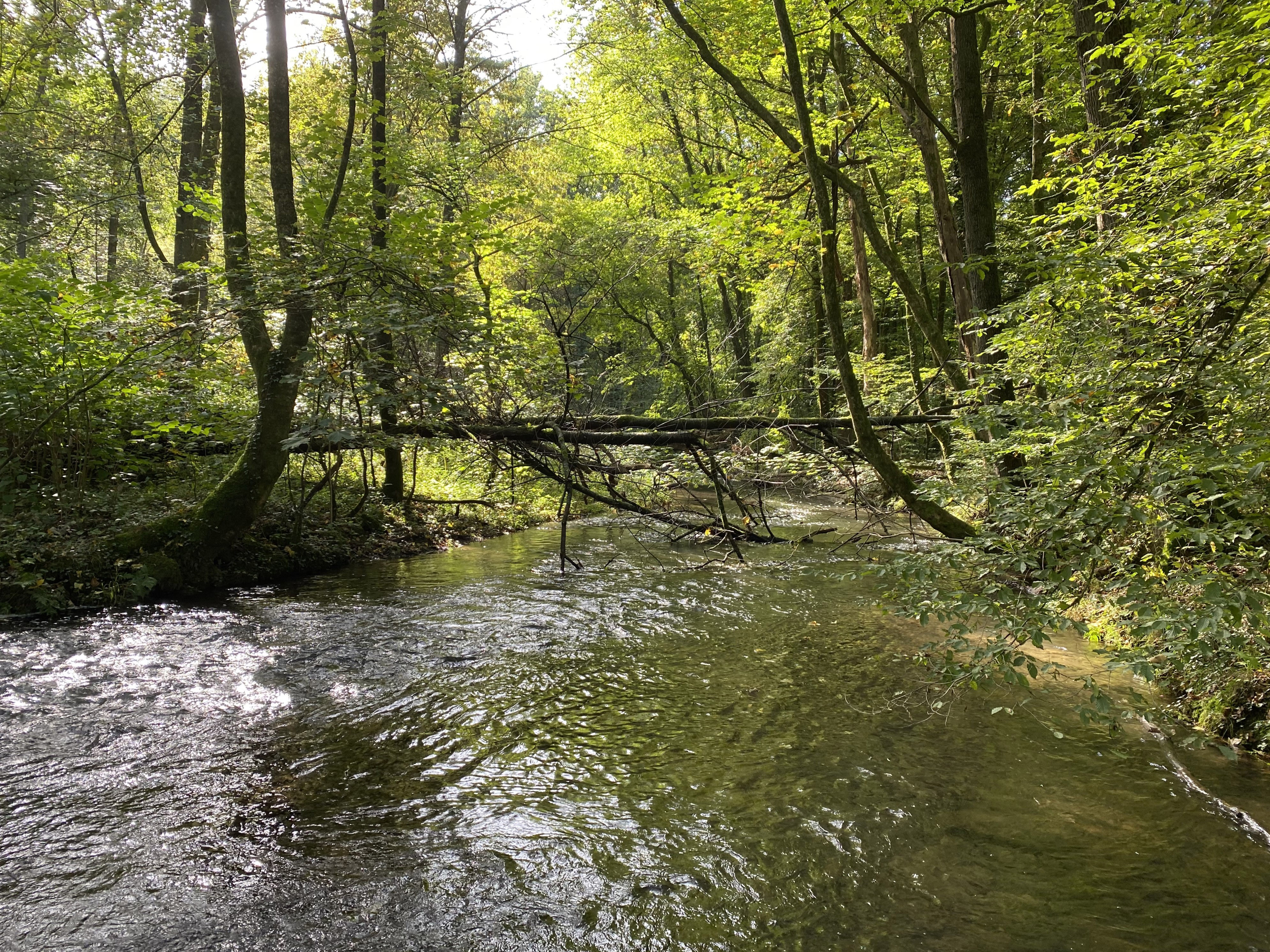
Dhünn bei Schöllerhof
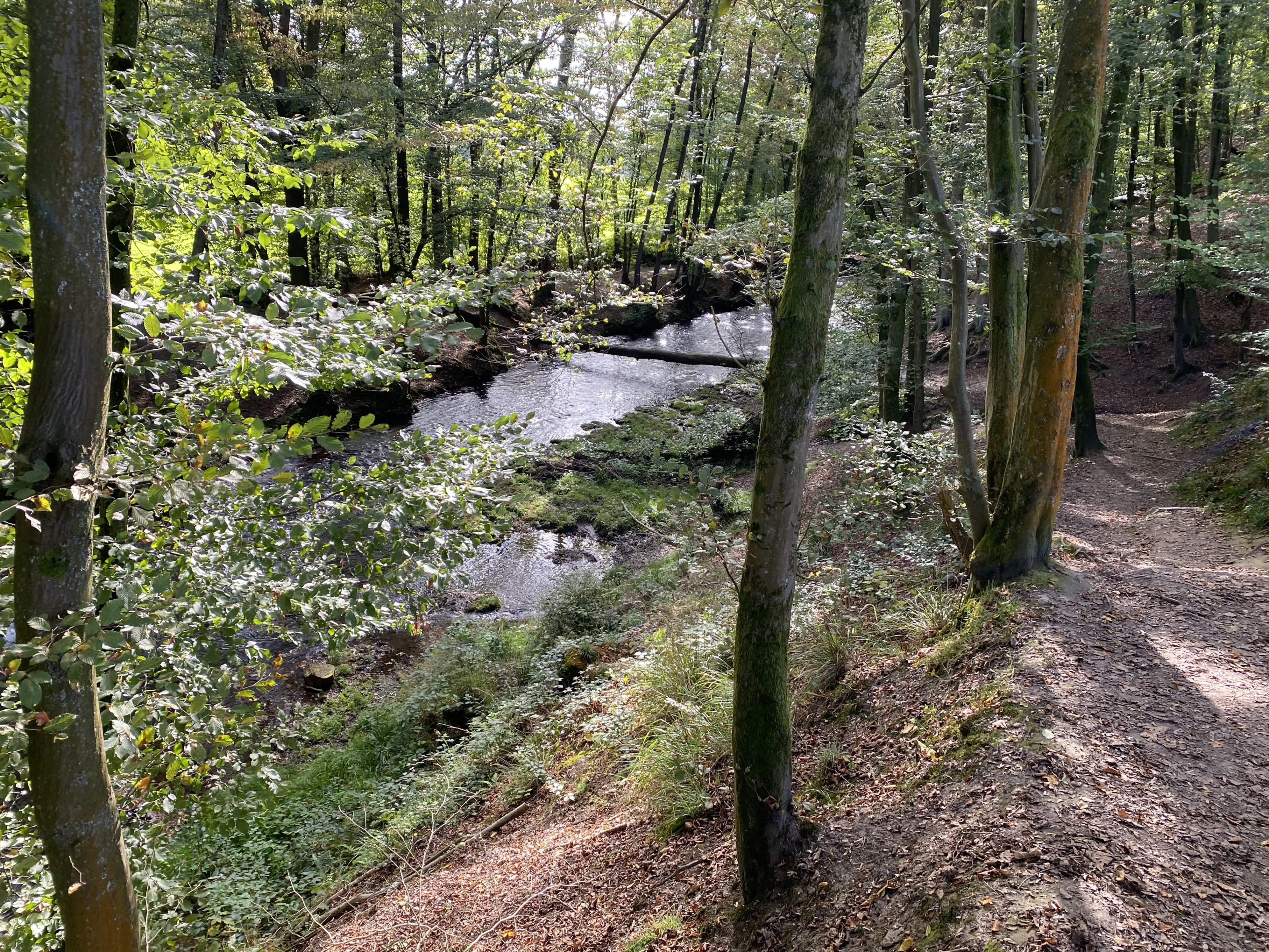
NSG Dhünnaue nördl. Altenberg
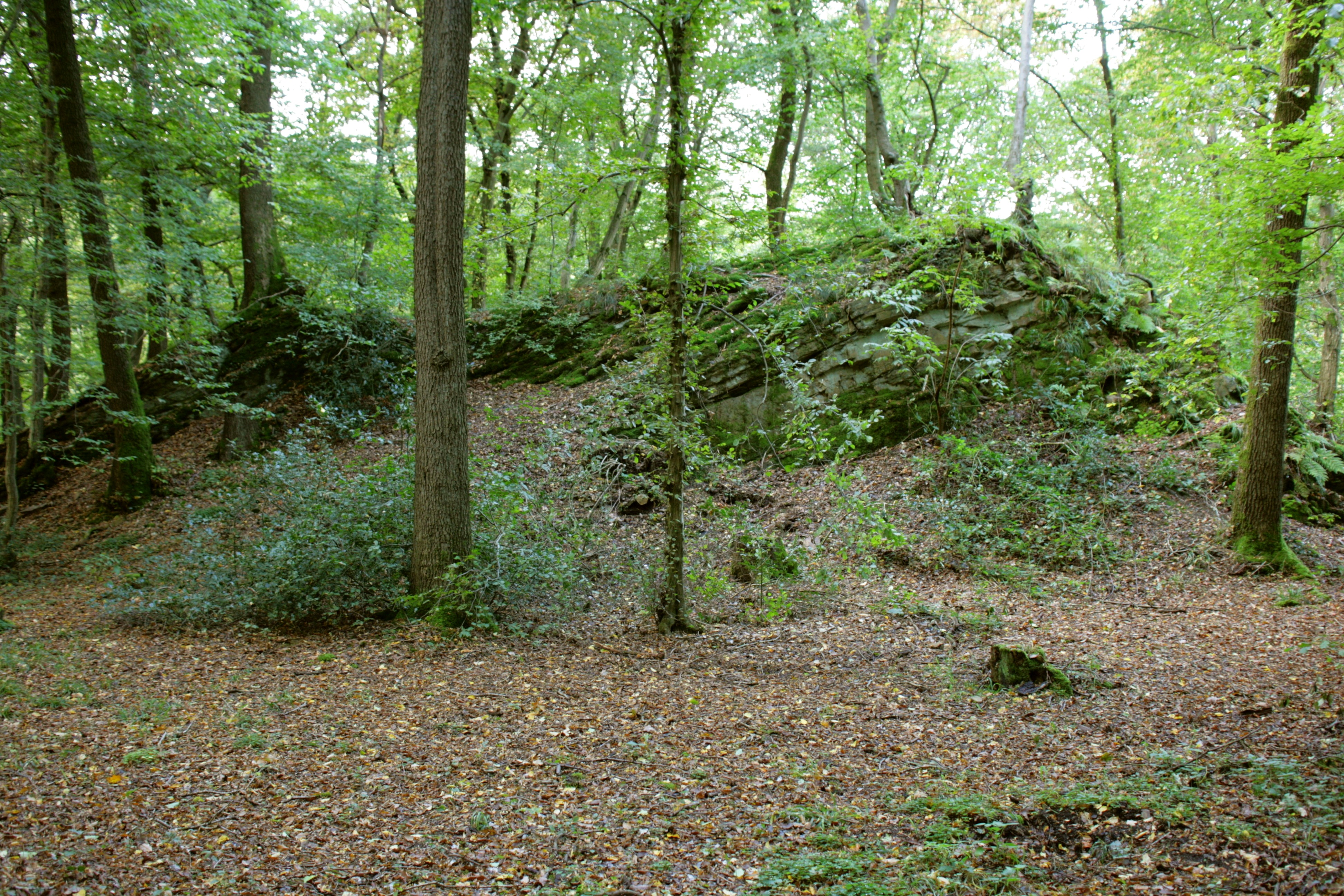
Bodendenkmal Burg Berge im NSG